# Thomas Balfour

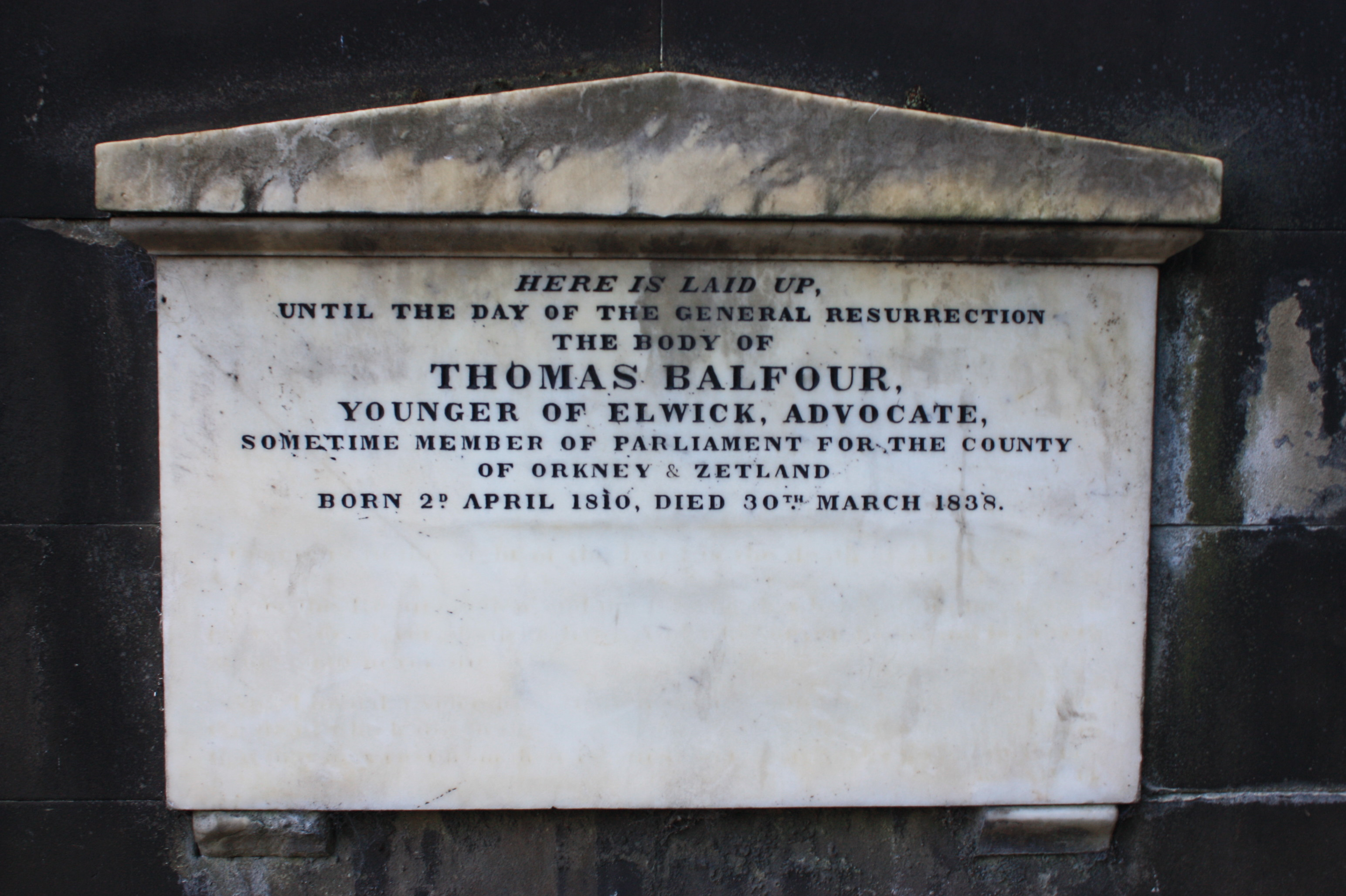
Thomas Balfours Grab auf dem St-John’s-Friedhof in Edinburgh

Thomas Balfour, younger of Elwick (* 2. April 1810; † 30. März 1838) war ein schottischer Politiker.

## Leben
Thomas Balfour wurde am 2. April 1810 als Sohn von  William Balfour of Elwick geboren. Sein Bruder war David Balfour of Balfour and Trenabie. Im Jahre 1831 erhielt er die Zulassung als Anwalt und wurde, wie auch sein Bruder, 1834 zum Fellow der Royal Society of Edinburgh gewählt. Er verstarb ledig und ohne Nachfahren im Alter von 27 Jahren am 30. März 1838. Er liegt auf dem Friedhof der Church of St John the Evangelist in Edinburgh begraben.

## Politischer Werdegang
Der liberale Whig George Traill vertrat seit 1830 den Wahlkreis Orkney and Shetland im britischen Unterhaus. Bei den Unterhauswahlen 1832 setzte er sich nur knapp mit 107:96 Stimmen gegen den Tory S. Laing durch. Zu den Unterhauswahlen 1835 beerbte Balfour Laing und bewarb sich als Kandidat der Conservative Party um das Unterhausmandat. Mit einem Stimmenanteil von 57,6 % setzte er sich gegen Traill durch und zog in der Folge erstmals in das britische Unterhaus ein. Während der gesamten Wahlperiode ist keine Rede von Balfour im Parlament verzeichnet. Zu den folgenden Unterhauswahlen 1837 trat er nicht mehr an und der Liberale Frederick Dundas erhielt das Mandat ohne Gegenkandidat. Balfour war der letzte konservative Abgeordnete des Wahlkreises im 19. Jahrhundert.